# Litispendance en procédure civile française
En procédure civile française, la litispendance est la situation dans laquelle deux juridictions distinctes du même degré, et également compétentes, sont concurremment et simultanément saisies de la même affaire. Le principe de bonne administration de la justice commande le dessaisissement de l'une des deux juridictions saisies. Les solutions retenues varient selon que les deux juridictions sont françaises (situation purement interne) ou non (situation internationale).

## La litispendance en droit international privé
Plusieurs solutions se présentent en droit international privé (DIP).

### La solution du DIP français
La Cour de cassation a admis l'exception de litispendance internationale, par extension des règles de procédure civile interne, dans l'arrêt Miniera di Fragne du 26 novembre 1974 :

« l'exception de litispendance peut cependant être reçue devant le juge français, en vertu du droit commun français, en raison d'une instance engagée devant un tribunal étranger également compétent, mais ne saurait être accueillie, lorsque la décision à intervenir à l'étranger n'est pas susceptible d'être reconnue en France »

Les conditions de recevabilité de l'exception de litispendance internationale sont :
- l'existence d'une instance à l'étranger antérieurement introduite ;
- une identité de parties, de litige et d'objet ;
- la compétence du juge étranger premier saisi ;
- une décision du juge étranger susceptible d'être reconnue en droit interne français (selon les conditions de l'arrêt Cornelissen).

Le juge français second saisi dispose de la faculté, soit de dessaisir, soit de surseoir à statuer en l'attente de la décision du juge étranger.

### La solution du DIP communautaire
Le règlement 44/2001/CE (Bruxelles I), d'effet direct dans les ordres juridiques nationaux, prévoit une exception de litispendance internationale en son article 27. Les conditions de recevabilité de la litispendance internationale sont :
- l'introduction d'une instance devant les juridictions de deux États membres de l'Union européenne ;
- la compétence du premier juge saisi ;
- l'identité de parties, de litige et d'objet.

Lorsque les conditions de recevabilité sont réunies, le juge second saisi doit accueillir l'exception de litispendance internationale et se dessaisir au profit du juge premier saisi.